# Puig Gros (Sant Feliu de Guíxols)
El Puig Gros és una muntanya de 325 metres que es troba al municipi de Sant Feliu de Guíxols, a la comarca catalana del Baix Empordà.
Aquest cim està inclòs al llistat dels 100 cims de la FEEC.